# 昆明鹰爪枫
昆明鹰爪枫（学名：Holboellia ovatifoliolata）为木通科八月瓜属下的一个种。

## 扩展阅读
- 維基物種上的相關：昆明鹰爪枫